# Linia kolejowa Limache – Puerto

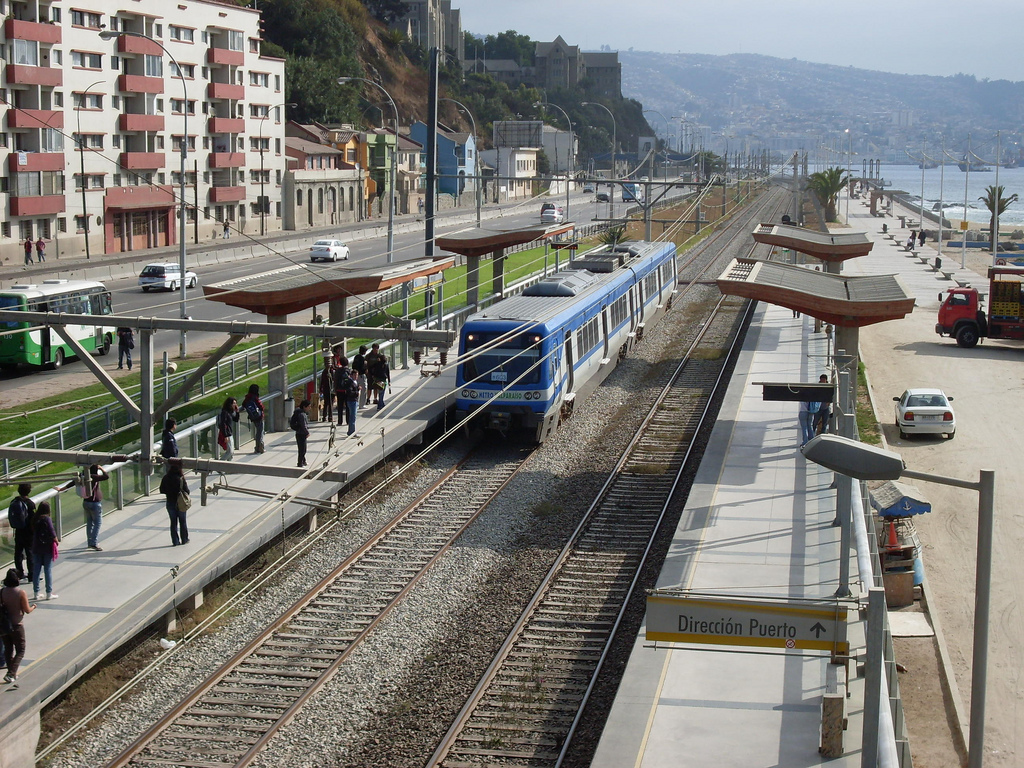
Jeden z pociągów na stacji Portales w Valparaíso

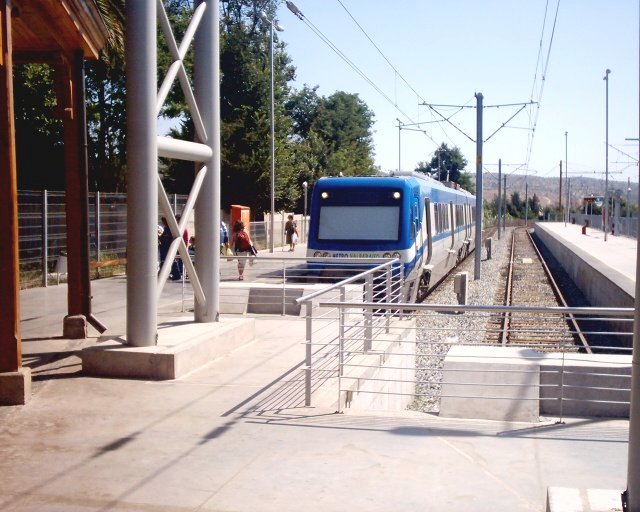
Końcowa stacja w Limache

Linia kolejowa Limache – Puerto (dawniej pod nazwą Metro Valparaíso, w skrócie Merval) – system szybkiej kolei miejskiej obsługujący aglomerację miasta Valparaíso tzw. Gran Valparaíso, czyli: Valparaíso, Viña del Mar, Quilpué, Villa Alemana, a także leżące poza nią miasto Limache. Linia ma 43 km długości, znajduje się na niej 20 stacji. Została uruchomiona w 2005 roku.
W 2022 roku linia przewoziła średnio 80 tys. pasażerów dziennie w dni robocze.

## Historia
Szybka kolej powstała na bazie istniejącej od XIX wieku linii Santiago – Valparaíso, która przestała być używana w drugiej połowie XX wieku. Budowa obecnego systemu rozpoczęła się w 1999 r. w wyniku czego stworzono całkowicie nową infrastrukturę wraz z 5-kilometrowym tunelem w mieście Viña del Mar. Budowa została ukończona w 2005 r. 19 listopada rozpoczęto testowe kursy pomiędzy stacjami Puerto i Recreo. 23 listopada kolej oficjalnie rozpoczęła swą działalność na całej długości trasy pod nazwą Metro Valparaíso.
W 2007 r. z jego usług skorzystało 11,3 mln pasażerów, zaś w roku 2009 13,7 mln pasażerów.
W 2021 roku w ramach unifikacji nazewnictwa usług EFE, porzucono nazwę Metro Valparaíso. Od tej pory usługa nazywa się tren Limache-Puerto.

## Tabor
Tabor obsługujący linię to 27 pociągów X'Trapolis 100 (obsługujących linię od otwarcia w 2005 roku) oraz 8 zamówionych w 2014 i dostarczonych pod koniec 2015 roku elektrycznych zespołów trakcyjnych X'Trapolis Modular. Wszystkie pociągi wyprodukowała firma Alstom.

## Przebieg linii

Linia Limache – Puerto przebiega przez 5 miast, w których znajduje się 20 stacji. 4 stacje w Viña del Mar (wszystkie poza Recreo i El Salto) znajdują się pod ziemią.
| Stacja         | Miasto        |
| -------------- | ------------- |
| Puerto         | Valparaíso    |
| Bellavista     | Valparaíso    |
| Francia        | Valparaíso    |
| Barón          | Valparaíso    |
| Portales       | Valparaíso    |
| Recreo         | Viña del Mar  |
| Miramar        | Viña del Mar  |
| Viña del Mar   | Viña del Mar  |
| Hospital       | Viña del Mar  |
| Chorrillos     | Viña del Mar  |
| El Salto       | Viña del Mar  |
| Quilpué        | Quilpué       |
| El Sol         |               |
| El Belloto     |               |
| Las Américas   | Villa Alemana |
| La Concepción  | Villa Alemana |
| Villa Alemana  | Villa Alemana |
| Sargento Aldea | Villa Alemana |
| Peñablanca     | Villa Alemana |
| Limache        | Limache       |

## Plany rozbudowy
W 2016 zależna od EFE spółka Metro Valparaíso opublikowała plan strategiczny na lata 2016–2030. Zawierał on propozycję rozszerzenia zasięgu kolei miejskiej na kolejne dzielnice (Aduana w Valparaíso; 15 Norte, Las Salinas, Forestal Alto, Santa Inés w Viña del Mar) oraz miejscowości (Reñaca, Concón, Quillota, La Calera, Placilla, Casablanca). Plan rozwoju nazywa istniejącą linię „Línea 1", proponując dodanie kolejnych linii:
- Línea 2A: Miramar - 15 Norte - Reñaca
długość: 6,6 km, 5 stacji, szacowane 17,9 mln pasażerów rocznie
- Línea 2B: Reñaca - Concón
długość: 6,5 km, 6 stacji, szacowane 4,6 mln pasażerów rocznie
- Línea 3: San Pedro - Concón - Quintero - Ventanas
długość: 49,8 km
- Línea 4: Viña del Mar - Gómez Carreño - Reñaca
długość: 9,3 km
- Línea 5: Viña del Mar - Placilla
długość 14,4 km
- Línea 6: Limache – Olmué
długość: 11 km
- Línea 7: Placilla - Casablanca
długość: 28,2 km
- Rozszerzenie A linii 1: Barón - Plaza Aduana
długość: 4,2 km, 7 stacji, szacowane 3,5 mln pasażerów rocznie
- Rozszerzenie B linii 1: Limache - La Calera/Quillota
długość: 24,7 km, 6 stacji, szacowane 12 mln pasażerów rocznie
- Rozszerzenie C linii 1: Aduana - Placilla
długość: 11 km

W 2022 roku EFE i władze regionu Valparaíso podpisały porozumienie w sprawie rozpoczęcia studium wykonalności dla przedłużenia linii z Limache do San Felipe i Los Andes.